# Alcol benzilico
L'alcool benzilico (o fenilcarbinolo; IUPAC: fenilmetanolo) è un alcol di formula C6H5-CH2-OH; questa può essere scritta in forma abbreviata con il simbolo del fenile come Ph-CH2-OH oppure con quello del benzile come Bn-OH. Sebbene contenga il gruppo fenilico come sostituente, è un alcol alifatico e primario;  non va quindi confuso con il fenolo (C6H5-OH). Non va confuso inoltre con i cresoli (o-, m- e p-cresolo), che sono ach'essi fenoli, suoi isomeri strutturali aventi l'ossidrile sull'anello aromatico (MeC6H4-OH).
A temperatura ambiente si presenta come un liquido incolore dall'odore aromatico lieve e gradevole, ma di sapore bruciante; è presente in molti oli essenziali. È usato anche come solvente dotato di una certa polarità e di bassa tensione di vapore; è parzialmente solubile in acqua (40 g/L; ≈ 0,37 M); è molto solubile nei solventi organici in genere e, in particolare, è completamente miscibile con alcool, etere e cloroformio.
È un composto nocivo ed è compreso nella lista degli allergeni da dichiarare obbligatoriamente in etichetta dei cosmetici e dei detergenti se presenti in concentrazione superiori a 0,01% (prodotti a risciacquo) o 0,001% (prodotti non a risciacquo). Ha attività antibatterica ed è uno dei conservanti "ecologici/naturali" accettati da BDIH ed altri enti certificatori di cosmesi naturale/biologica; l'utilizzo come conservante è ammesso fino alla concentrazione dell'1%.
Una lozione al 5% di alcool benzilico è stata proposta come trattamento per la pediculosi in alternativa ai farmaci attualmente utilizzati.

## Presenza in natura
L'alcol benzilico è prodotto naturalmente da molte piante e si trova comunemente in frutta e tè. Si trova anche in una varietà di oli essenziali tra cui gelsomino, giacinto e ylang-ylang. Si trova anche nel castoreo delle sacche di castori.

## Preparazione
L'alcool benzilico è prodotto industrialmente dal toluene tramite idrolisi del cloruro di benzile (C6H5−CH2Cl); in laboratorio quest'ultimo viene più convenientemente idrolizzato in ambiente basico:
{\displaystyle {\ce {C6H5CH2Cl + NaOH -> C6H5CH2OH + NaCl}}}
Un'altra via prevede l'idrogenazione della benzaldeide, che proviene come sottoprodotto dell'ossidazione del toluene, che dà acido benzoico come prodotto principale.
Per usi di laboratorio, lo si può ottenere anche la reazione di Grignard del bromuro di fenilmagnesio (C6H5−MgBr) con la formaldeide (H−CHO), come pure dalla reazione di Cannizzaro della benzaldeide (C6H5−CHO) con la formaldeide. Quest'ultima è un esempio di reazione di disproporzione organica che, oltre l'alcol benzilico, fornisce anche l'acido benzoico (C6H5−COOH).

## Reazioni
Come la maggior parte degli alcoli, reagisce con acidi carbossilici formando esteri. Nella sintesi organica, gli esteri benzilici sono gruppi protettivi popolari perché possono essere rimossi mediante facile idrogenolisi. L'alcol benzilico stesso per idrogenolisi dà il toluene, C6H5−CH3.
L'alcol benzilico reagisce con l'acrilonitrile per dare N-benzilacrilammide. Questo è un esempio di una reazione di Ritter:
{\displaystyle {\ce {C6H5CH2OH + NCCHCH2 -> C6H5CH2N(H)C(O)CHCH2}}}

## Applicazioni
Utilizzato nella preparazione dei cosmetici come base aromatica, come conservante, in campo alimentare e farmaceutico come antimicrobico o anestetico. 
Utilizzato anche nei liquidi delle sigarette elettroniche per esaltarne l'aroma.

## Uso nella nanotecnologia
L'alcol benzilico è stato utilizzato come solvente dielettrico nella riconfigurazione dielettroforetica di nanofili.